# 京都ぷらすOSAKA PiTaPa
京都ぷらすOSAKA PiTaPa（きょうとぷらすおおさかピタパ）は、大阪メトロサービスが発行する京都市交通局版OSAKA PiTaPaである。ロゴマークはOSAKA PiTaPaと同じだが、バックのデザインが紫地になっている。申し込み開始日は2007年4月1日で、同年5月1日から発行を開始した。

## 概要
OSAKA PiTaPaと同じく単独型のカードで、その中にクレジットカードの機能も搭載されている。小中高生の会員には OSAKA PiTaPa と同じく、ベーシックカード相当の家族カードを発行する。カードの裏面のデザインはOSAKA PiTaPaと全く同じで、IC定期券には対応しない。このカードはPiTaPa初、京都市と大阪市の二大都市での交通局が地域の枠組みを越えて発行された。

## カードの種類
OSAKA PiTaPaとは違い、ブランドは三井住友カードのVISAに限られる。

## 利用額割引
他の PiTaPa と同じ割引サービスが受けられる。例えば京都市営地下鉄・市バス、京都バスの利用額については、月間3,000円（小児1,500円）を超えれば、京都市交通局発行のトラフィカ京カードと同等の運賃になるように値下げされる。

## 楽々キャッシュバック
OSAKA PiTaPa と同じく、クレジット利用1,000円ごとに50ポイントを発行する。
2008年4月より、ゼスト御池（地下街）買物利用者に、地下鉄一区運賃をポイント還元している。同地下街が実施していた駐車場サービスを地下鉄利用者に拡大したもの。

## 沿線施設での提示優待サービス
京都・大阪両市（各数十か所）の各観光施設や店舗での優待特典を、このカードを提示することで受けることができる。但し、本会員・一般家族会員限定のサービスである。

## 予定されているサービス
京都市内の各商店街で構成されているきょうと情報カードシステムと連携し、レール&ショッピングサービスを2007年秋から実施する予定であった（すでに京阪と阪急はこのサービスを京都で時々実施している）。
2012年度以降、京都市交通局の市バス路線にPiTaPaが導入される予定となっている。ただし割引・サービス等の詳細については未定である。

## 注意事項
- PiTaPa の割引サービスは、カード発行者ごとではなく、利用する鉄道バス事業者ごとに異なる。例えば京都市営地下鉄から直通運転で近鉄や京阪大津線に入ると、全く別の割引制度になる（近鉄は「利用額割引」や「区間指定割引」を、京阪京津線は「利用額割引」をそれぞれ実施するが、内容や割引率は全く違うため、各社局ごとに計算される。）[5]。
- IC定期券は発行していない。また、京都市交通局の割引率は最大でも回数券・トラフィカ京カード並みなので、定期券やトラフィカ京カードよりも割引率が下がってしまう可能性がある[6]。

## 典拠・脚注
1. ↑  PiTaPaカードを利用した場合の京都市営地下鉄での利用額割引サービス - 京都市交通局
2. ↑  「京都ぷらすOSAKA PiTaPa 入会キャンペーン in SANSA右京」の実施について - 京都市交通局、2008年7月3日・4日のイベント案内
3. ↑  ICカード「京都ぷらすOSAKA PiTaPa」を活用した京都市営地下鉄運賃還元サービスの実施について - 京都市交通局
4. ↑  提示割引（大阪エリア）、提示割引（京都エリア） - 大阪メトロサービス
5. ↑  各交通機関の割引サービス - 株式会社スルッとKANSAI
6. ↑  定期券との比較 - 京都市交通局